# 홍승연
홍승연(1947년 3월 1일 ~ 2021년 3월 16일)은 대한민국의 드라마작가이다. 이화여자대학교 국어국문학과를 졸업을 했고, 결혼 7년에는 1977년에 남편과 사별을 했다. 1975년 자유언론운동에 앞장섰고, TV문학관 《장마》(1982년), MBC 《저 별은 나의 별》(1983년), MBC 《그리워》(1984년),
KBS 애정의 조건 (1987년), KBS 순심이 (1988년), KBS 《사랑의 굴레》(1989년), KBS 《꽃 피고 새 울면》(1990년), SBS 《두려움 없는 사랑》(1992년), KBS 《남편의 여자, SBS《일과 사랑》(1993년 ~ 1994년) , SBS 《행복의 시작》(1996년), SBS 《첼로》(1999년) 등의 작품에 참여했다. 2021년 3월 16일에 세상을 떠났다.

## 학력
- 이화여자대학교 국어국문학과

## 드라마
- 1981년 MBC 《포옹》극본
- 1982년 MBC 《고백》극본
- 1982년 MBC 《못잊어》극본
- 1983년 MBC 《저 별은 나의 별》극본
- 1984년 MBC 《그리워》극본
- 1986년 MBC 《첫사랑》극본
- 1987년 KBS2 《애정의 조건》극본
- 1988년 KBS2 《순심이》극본
- 1989년 KBS2 《사랑의 굴레》극본
- 1990년 KBS2 《꽃 피고 새 울면》극본
- 1992년 SBS 《두려움 없는 사랑》극본
- 1993년 SBS 《일과 사랑》극본 20회까지 집필
- 1996년 SBS 《행복의 시작》극본
- 1999년 SBS 《첼로》 극본. 유작

## 도서
- 1990년 사랑의 굴레
- 1992년 첫사랑
- 1993년 남편의 여자